# 高氯酸亚铁
高氯酸亚铁是一种无机化合物，化学式为Fe(ClO
4)
2。其六水合物易溶于水，溶解度为98 g（0°C）。

## 储存
高氯酸亚铁易潮解且易氧化，需密封保存。

## 用处
高氯酸亚铁用于制造电池，也用于烟火制造术。